# RWD-6
Le RWD-6 était un avion de sport polonais monoplan à aile haute, conçu en 1932 par l'équipe RWD. Il fut l'un des gagnants du Challenge International de Tourisme 1932.

## Conception et développement
L'avion fut conçu spécifiquement dans le but de participer au Challenge international de tourisme, que l'équipe RWD tenta en 1930 mais sans remporter de succès majeur. Il fut construit par l'équipe RWD, constituée de Stanislaw Rogalski, Stanislaw Wigura et Jerzy Drzewiecki, dans les ateliers du club des étudiants en mécanique de l'université des technologies de Varsovie. Leurs avions furent en fait désignés RWD d'après les initiales de leurs noms. Le nouvel avion différait des concepts précédents de RWD, disposant d'une cabine avec deux sièges côte-à-côte, des ailes repliables et une mécanisation des ailes assez poussée, grâce à l'emploi de becs et de volets.
Seuls trois appareils furent construits, le premier prenant l'air pour la première fois le 3 juin 1932, piloté par son concepteur Jerzy Drzewiecki. Les avions reçurent les immatriculations civiles SP-AHL, SP-AHM et SP-AHN. Pendant les essais, le SP-AHM s'écrasa et blessa son pilote. Après quelques modifications appliquées au niveau de la queue, les deux RWD-6 restants furent envoyés participer aux épreuves du Challenge de 1932, qui se déroula du 11 au 28 août 1932. L'équipe, constituée du pilote Franciszek Żwirko et de son mécanicien Stanisław Wigura, remporta finalement le Challenge, à bord du RWD-6 immatriculé SP-AHN et portant le numéro de course « 06 ». L'autre avion, immatriculé SP-AHL et portant le numéro de course « 04 », piloté par Tadeusz Karpiński, remporta la neuvième place sur les 43 concurrents engagés. Pendant le concours, le RWD-6 reçut les scores d'évaluation technique les plus élevés de tous les avions participants.
Le 11 septembre 1932, le SP-AHN, avec à bord Franciszek Żwirko et Stanisław Wigura, s'écrasa pendant une tempête alors qu'il volait en direction d'un meeting aérien en Tchécoslovaquie. Les deux occupants furent tués dans l'accident. La cause déterminée était des attaches d'ailes trop fragiles, qui entraînaient une déformation excessive lorsque l'avion évoluait à des vitesses élevées. Le RWD-6 restant, le SP-AHL, fut modifié après cet accident, recevant alors une aile renforcée avec des supports en V, et prit la désignation de RWD-6bis. L'avion fut assemblé et vola en septembre 1933. Il fut brisé en 1935, et son fuselage fut utilisé pour créer le prototype de l'avion de tourisme RWD-13. Un développement direct du RWD-6 en avion de sport fut le RWD-9 à quatre places, gagnant du Challenge International de Tourisme 1934.

## Description technique
Le RWD-6 était un monoplan de sport et de tourisme, de construction mixte et à aile haute renforcée. Son fuselage était constitué d'une structure métallique recouverte de toile, avec le moteur et l'avant recouverts de panneaux en aluminium. Les ailes étaient rectangulaires et en bois, disposant d'un seul longeron et recouvertes de toile et de contreplaqué. Les ailes pouvaient être repliées vers l'arrière, pour réduire l'encombrement général de l'avion dans les hangars ou les parkings, et étaient équipées de becs automatiques et de volets. La cabine était fermée et disposait de deux sièges côte-à-côte et de doubles-commandes, ainsi que deux portières.
La propulsion était assurée par un moteur à 7 cylindres en étoile Armstrong Siddeley Genet Major (en) de 140 ch (104 kW), développant une puissance maximale temporaire de 160 ch (119 kW) au décollage. Il entraînait une hélice bipale en métal. Le train d'atterrissage était de type conventionnel, avec un patin au niveau de la queue. Le carburant était stocké dans les ailes, avec une contenance totale de 140 litres.
La course de décollage était de 111 m, jusqu'à une hauteur de 8 m, et celle d'atterrissage était de 106 m, depuis une hauteur de 8 m (meilleurs résultats obtenus lors du concours).

## Versions
- RWD-6 : Version initiale, produite à trois exemplaires, dont deux ont été détruits dans des accidents. L'un des accidents fut causé par des faiblesses structurelles au niveau des ailes ;
- RWD-6bis : Nouvelle version, conçue à partir de l'exemplaire restant de la première version, qui fut renforcé au niveau des ailes et reçut des supports en V.

## Utilisateur
- Pologne : L'aviation civile polonaise engagea deux RWD-6 pour participer aux Challenges de tourisme internationaux.

## Caractéristiques détaillées

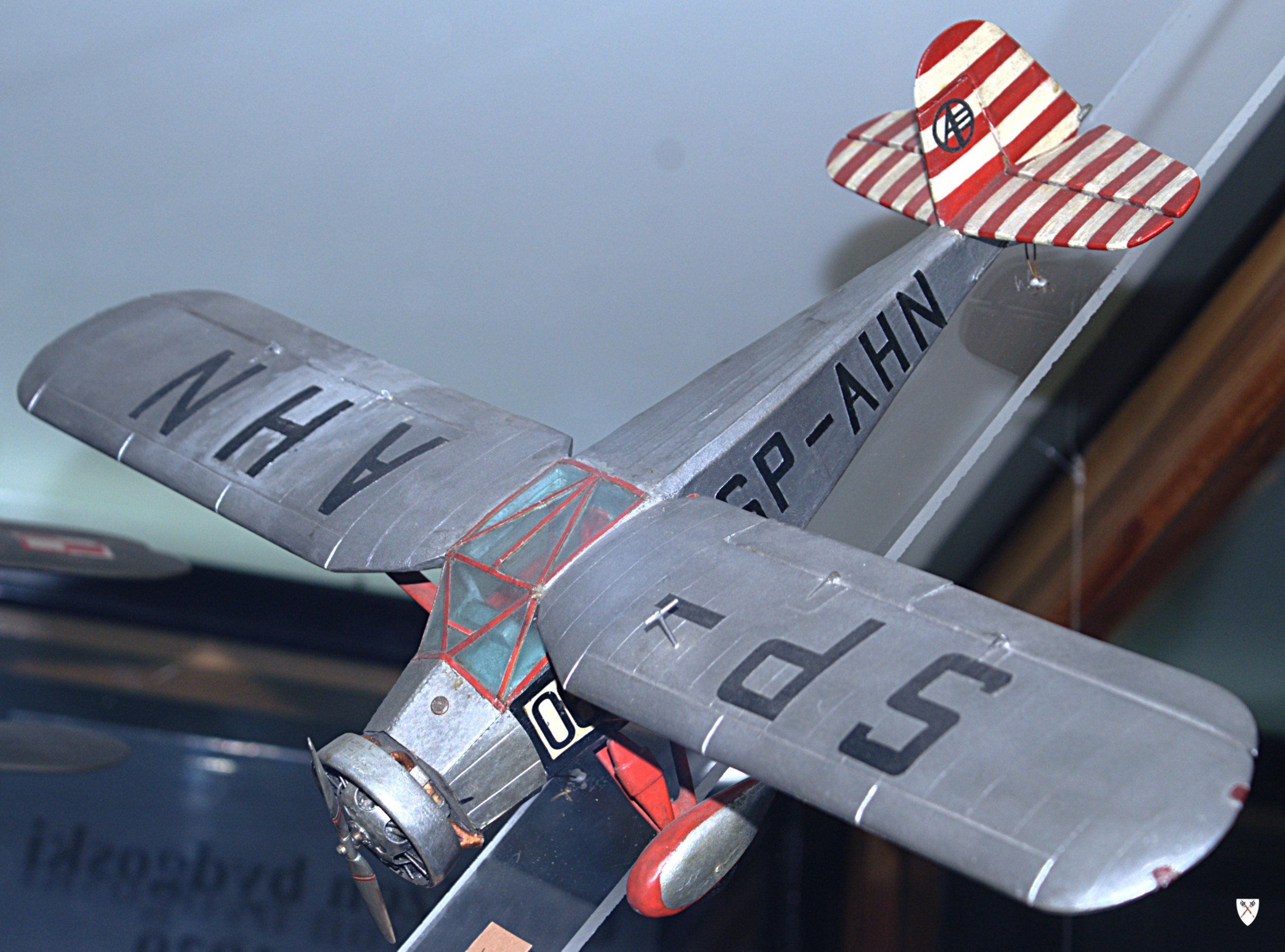
Une maquette de RWD-6, exposée au musée militaire de Poméranie.

Caractéristiques générales
- Équipage : 2 membres
- Capacité : 2 places
- Longueur : 6,6 m
- Envergure : 11 m
- Hauteur : 2,07 m
- Surface alaire : 16 m2
- Masse à vide : 474 kg
- Charge utile : 276 kg
- Masse maximale au décollage : 750 kg
- Moteur : 1   Moteur à 7 cylindres en étoile refroidis par air Armstrong Siddeley Genet Major (en) de 160 ch (119 kW)

 Performances 
- Vitesse maximale : 216 km/h
- Vitesse de décrochage : 57,6 km/h
- Distance franchissable : 850 km
- Plafond : 6 000 m
- Vitesse ascensionnelle : 330 m/min
- Charge alaire : 47 kg/m2
- Rapport poids-puissance : 2,96 kg/ch